# Prietenie (film din 1986)
Prietenie (în engleză Stand by Me) este un film dramatic american din 1986, regizat de Rob Reiner. Titlul filmului este inspirat de melodia cu același nume de Ben E. King, care interpretează coloana sonoră de la sfârșitul filmului. El este o ecranizare a nuvelei Cadavrul a lui Stephen King care a apărut inițial în colecția Anotimpuri diferite (engleză Different Seasons) (1982).
După ce un băiețel pe nume Ray Brower a plecat să culeagă mure și nu s-a mai întors, lumea crede că a fost ucis de tren. Dar Gordie LaChance și cu încă trei prieteni ai săi, Chris Chambers, Teddy Duchamp și Vern Tessio, pleacă în căutarea cadavrului, spunându-le părinților că se duc într-o excursie.

## Rezumat
Filmul este povestit de un autor, Gordie Lachance (Dreyfuss). După ce citește un articol de ziar despre moartea prietenului său din copilărie, Lachance relatează o călătorie din copilărie pentru a găsi corpul unui băiat dispărut pe nume Ray Brower în apropierea orașului fictiv Castle Rock (Oregon), în weekendul de Ziua Muncii din septembrie 1959. Tânărul Gordie (Wheaton), este un băiat liniștit, livresc, cu o înclinație pentru a spune și a scrie povești. El este ignorat de către părinții săi, după moartea fratelui său mai mare, vedeta de fotbal Denny (Cusack). Denny i-a acordat lui Gordie o atenție mai mare decât au făcut părinții săi.
Gordie își petrece timpul cu trei prieteni: Chris Chambers (Phoenix), care provine dintr-o familie de infractori și de alcoolici și despre care lumea are în consecință o părere stereotipă, chiar dacă el nu se conformă percepțiilor și stigmatelor atașate familiei sale; Teddy Duchamp (Feldman), care este excentric și speriat fizic după ce tatăl său instabil psihic l-a mutilat ținându-l cu urechea pe o sobă încinsă, și Vern Tessio (O'Connell), care este supraponderal, timid și de multe ori plictisitor.
În timp ce caută niște monezi pe care le ascunsese sub verandă, Vern îi aude pe fratele său mai mare, Billy (Siemaszko), și pe prietenul lui, Charlie Hogan (Riley), vorbind despre găsirea cadavrului lui Ray Brower în timp ce conduceau o mașină furată. Brower era un băiat a cărui dispariție și căutare ulterioară de către poliție fuseseră știri importante în Castle Rock. Gordie, Chris, Teddy și Vern decid să facă o călătorie pentru a găsi trupul lui Ray și a deveni astfel eroi locali.
Băieții pornesc în călătorie și se confruntă mai întâi cu Milo Pressman și cu câinele său Chopper, atunci când fac o pauză într-un cimitir de mașini. Ei merg apoi de-a lungul unui pod feroviar, iar Vern și Gordie sunt aproape loviți de un tren care îi ajunge din urmă în timp ce ajung abia la mijlocul podului. La sfârșitul zilei, băieții își stabilesc tabăra, iar Gordie le spune băieților o poveste inventată de el. Mai târziu, în cursul nopții, Chris îi dezvăluie Gordie teama lui de a fi luat în mod stereotip de alții drept infractor. Ei își continuă drumul printr-o mlaștină și descoperă după ce ies din apă că s-au umplut de lipitori. În timp ce le scoat cu disperare, una câte una, Gordie leșină când își dă seama că are și o lipitoare în chiloți, făcându-i pe ceilalți băieți să se întrebe dacă ar trebui să meargă mai departe. Gordie afirmă decisiv că au muncit prea mult pentru a nu vedea corpul.
Ei găsesc cadavrul, iar asta îi aduce aminte lui Gordie că tatăl său îl plăcea mai mult pe fratele lui decât pe el. În acest moment, bătăușul local „Ace” Merrill (Sutherland) și banda sa formată din „Eyeball” Chambers (Gregg), Vince Desjardins, Charlie Hogan, Billy Tessio și alți doi golani sosesc cu mașinile lor pentru a lua corpul, dar Gordie îl amenință pe Ace cu un pistol pe care l-a adus Chris. Gordie decide că nimeni nu va deveni erou pentru că a găsit cadavrul și anunță autoritățile printr-un apel telefonic anonim. Băieții revin la Castle Rock și își iau la revedere unii de la alții.
Naratorul afirmă că Vern s-a căsătorit mai târziu în liceu, a avut patru copii și a devenit șofer pe un motostivuitor la un depozit local de cherestea. Teddy a încercat să se înroleze în armată, dar a fost refuzat din cauza vederii sale slabe și a cicatricii de la ureche. El a ajuns în cele din urmă la închisoare, iar după eliberare muncea cu ziua în apropierea orașului Castle Rock. Chris a fost capabil să-și depășească condiția și să urmeze clasele avansate de liceu împreună cu Gordie și a plecat mai târziu din Castle Rock, devenind avocat. Cu toate acestea, după cum a arătat în scena de deschidere, Chris a fost recent înjunghiat mortal în gât, atunci când a încercat să oprească o bătaie într-un restaurant fast-food. Naratorul își termină apoi povestirea și merge cu fiul său și cu prietenul acestuia la înot.

## Distribuție
| Actor              | Rol                        |
| ------------------ | -------------------------- |
| Richard Dreyfuss   | Gordie (adult) / naratorul |
| Wil Wheaton        | Gordie Lachance (12 ani)   |
| River Phoenix      | Chris Chambers             |
| Jerry O'Connell    | Vern Tessio                |
| Corey Feldman      | Teddy Duchamp              |
| John Cusack        | Denny Lachance             |
| Kiefer Sutherland  | Ace Merrill                |
| Bradley Gregg      | Eyeball Chambers           |
| Casey Siemaszko    | Billy Tessio               |
| Gary Riley         | Charlie Hogan              |
| Marshall Bell      | Dl. Lachance               |
| Frances Lee McCain | Dna. Lachance              |
| Bruce Kirby        | Dl. Quidacioluo            |
| Jason Oliver       | Vince Desjardins           |
| William Bronder    | Milo Pressman              |
| Scott Beach        | primarul Grundy            |
| Kent W. Luttrell   | Ray Brower (cadavrul)      |

## Producție
Părți ale filmului au fost filmate în Brownsville, Oregon Brownsville, Oregon, care a fost folosit drept orașul fictiv Castle Rock. Scenele care includ lovirea cu bâtele de baseball a cutiilor poștale și scenele din cimitirul de mașini au fost filmate în Veneta, Oregon. Cimitirul de mașini este încă în funcțiune. Scena din tabără a fost filmată în Eugene, Oregon, la doar câțiva kilometri de Veneta. Magazinul universal este în Franklin, Oregon, chiar la nord de Veneta. Scenele de-a lungul șinelor de cale ferată au fost filmate în apropiere de Cottage Grove, Oregon, de-a lungul căilor ferate ale companiei Oregon, Pacific and Eastern Railway, folosite acum ca Row River National Recreation Trail. Scena în care băieții fug din calea unei locomotive pe un pod feroviar au filmate la Lake Britton pe calea ferată de peste râul McCloud, în apropiere de McArthur-Burney Falls Memorial State Park, California.

### Titlu
În martie 1986, Columbia Pictures, îngrijorată de faptul că titlul original The Body era înșelător, a redenumit filmul Stand By Me. Potrivit scenaristului Raynold Gideon, "... suna fie ca un film cu sex, un film de culturism sau un alt film horror al lui Stephen King. Rob a venit cu Stand By Me și a ajuns să fie opinia cea mai puțin nepopulară".

## Recepție
Prietenii a obținut recenzii extrem de pozitive, având un rating de 91% pe Rotten Tomatoes.
Stephen King a indicat, într-un interviu care a fost prezentat pe discul Blu-ray de la a 25-a aniversare, că acesta a fost prima ecranizare a de succes a unei opere de-a sale.

## Coloană sonoră
1. "Everyday" (Buddy Holly) – 2:07
2. "Let the Good Times Roll" (Shirley and Lee) – 2:22
3. "Come Go with Me" (The Del-Vikings) – 2:40
4. "Whispering Bells" (The Del-Vikings) – 2:25
5. "Get a Job" (The Silhouettes) – 2:44
6. "Lollipop" (The Chordettes) – 2:09
7. "Yakety Yak" (The Coasters) – 1:52
8. "Great Balls of Fire" (Jerry Lee Lewis) – 1:52
9. "Mr. Lee" (The Bobbettes) – 2:14
10. "Stand by Me" (Ben E. King) – 2:55

## Premii și nominalizări
Nominalizări
- Premiul Globul de Aur pentru cel mai bun film (dramă)
- Premiul Globul de Aur pentru cel mai bun regizor (Rob Reiner)
- Premiul Oscar pentru cel mai bun scenariu adaptat (Raynold Gideon & Bruce A. Evans)
- Premiul WGA pentru cel mai bun scenariu bazat pe un material dintr-un alt mediu (Raynold Gideon & Bruce A. Evans)
- Premiul Directors Guild of America pentru realizare regizorală excepțională în film (Rob Reiner)

Listele American Film Institute
- AFI's 100 Years...100 Songs:
  - Lollipop - Nominalizat[5]
- AFI's 100 Years...100 Cheers - Nominated[6]
- AFI's 100 Years...100 Movies (10th Anniversary Edition) - Nominalizat[7]

## Celebrarea celei de-a 25-a aniversări
La 24 iulie 2010, la Brownsville, Oregon a avut loc celebrarea celei de-a 25-a aniversări de la filmarea filmului Prietenii. Printre activitățile organizate cu acest prilej au fost următoarele: o ședință de întrebări și răspunsuri ale echipei tehnice și a actorilor, un concurs de mâncat plăcinte și prezentarea în aer liber a filmului.